# Atlantic Cup 2018 (football americano)
La Atlantic Cup 2018 è stata la prima edizione dell'omonimo torneo non organizzata dalla GFL International, disputata nel 2018.
È stata disputata tra il 16 e il 18 novembre a Villepinte ed è stata vinta dai francesi Diables Rouges de Villepinte.

## Squadre partecipanti
| Club                         | Città      | Stadio | Sponsor ufficiale | Risultato nella stagione 2017 |
| ---------------------------- | ---------- | ------ | ----------------- | ----------------------------- |
| Bucharest Rebels             | Bucarest   |        |                   | Campioni di Romania           |
| Diables Rouges de Villepinte | Villepinte |        |                   |                               |
| Hilversum Hurricanes         | Hilversum  |        |                   | Campioni dei Paesi Bassi      |

## Incontri
| Villepinte 16 novembre 2018 | Diables Rouges de Villepinte | 24 – 18 | Hilversum Hurricanes | Stade Laurent Plagelatte |

| Villepinte 17 novembre 2018 | Bucharest Rebels | 46 – 13 (6-0 12-0 14-0 14-13) | Hilversum Hurricanes | Stade Laurent Plagelatte |

| Villepinte 18 novembre 2018 | Diables Rouges de Villepinte | 26 – 16 (0-8 14-0 12-0 0-8) | Bucharest Rebels | Stade Laurent Plagelatte |

### Classifica
La classifica finale del torneo è la seguente:
- PCT = percentuale di vittorie, G = partite giocate, V = partite vinte,  P = partite perse, PF = punti fatti, PS = punti subiti

| Pos. | Squadra                      | PCT   | G | V | N | P | PF | PS |
| ---- | ---------------------------- | ----- | - | - | - | - | -- | -- |
| 1    | Diables Rouges de Villepinte | 1.000 | 2 | 2 | 0 | 0 | 50 | 34 |
| 2    | Bucharest Rebels             | .500  | 2 | 1 | 0 | 1 | 62 | 39 |
| 3    | Hilversum Hurricanes         | .000  | 2 | 0 | 0 | 2 | 31 | 70 |

## Verdetti
- Diables Rouges de Villepinte Vincitori della Atlantic Cup 2018